# أنطوراوية
الأنطوراوية (الاسم العلمي: Anthurieae) هي قبيلة من النباتات تتبع الفصيلة اللوفية من رتبة المزماريات.

## أجناس الأنطوراوية
- الأنطور